# Michel Joubert
Michel Joubert (3 settembre 1986) è un calciatore seychellese, di ruolo attaccante.